# Ixodes andinus
Ixodes andinus este o specie de căpușe din genul Ixodes, familia Ixodidae, descrisă de Glen M. Kohls în anul 1956.
Este endemică în Peru. Conform Catalogue of Life specia Ixodes andinus nu are subspecii cunoscute.